# Isla del Príncipe Carlos
La isla del Príncipe Carlos (Prince Charles Island) es una isla canadiense, de gran tamaño y muy poca altitud, que con una superficie de 9 521 km², por tamaño, ocupa la posición (78.ª del mundo) y la (19.ª de Canadá). 

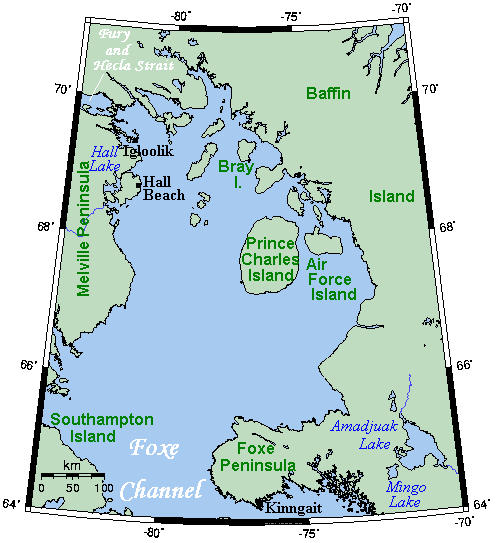
Mapa de la cuenca Foxe.

Se encuentra en la cuenca Foxe, frente a la costa oeste de la isla de Baffin, en la Región Qikiqtaaluk del territorio de Nunavut, Canadá. A pesar del tamaño de la isla, la primera grabación de la misma fue en 1948, realizada por Albert-Ernest Tomkinson navegando en un Avro Lancaster, aunque probablemente fuera conocida por los inuit desde mucho tiempo antes. 
La isla recibió el nombre de Príncipe Carlos (el actual rey del Reino Unido), que nació el mismo año. La isla está deshabitada y sus temperaturas son extremadamente frías.